# 莱巴里勒
莱巴里勒（法語：Les Barils，法語發音：[le baʁil]）是法国厄尔省的一个市镇，位于该省南部，属于埃夫勒区。

## 地理
莱巴里勒（48°43'54"N, 0°49'10"E）面积9.53 平方千米，位于法国诺曼底大区厄尔省，该省份为法国北部内陆省份，北起滨海塞纳省，西接奧恩省和卡爾瓦多斯省，南至厄尔-卢瓦省，东临瓦兹省、瓦兹河谷省和伊夫林省。
与莱巴里勒接壤的市镇（或旧市镇、城区）包括：布尔特、古尔奈勒盖兰、芒德尔、皮莱。

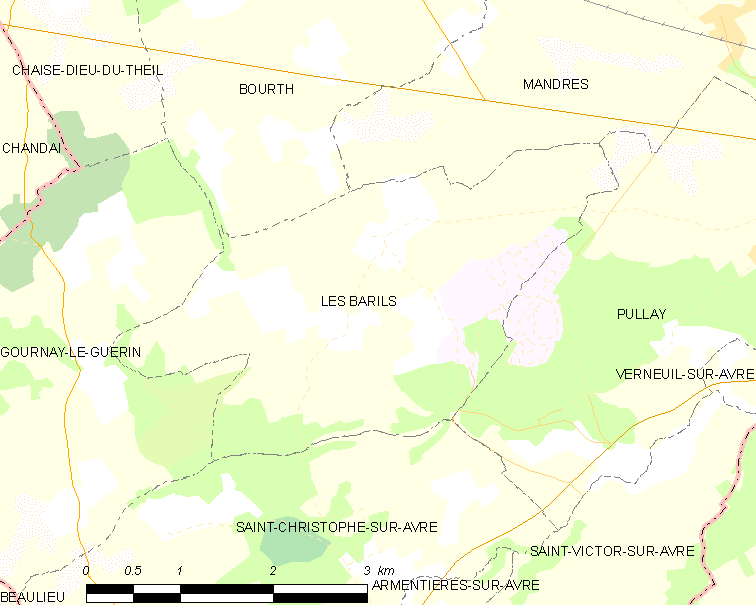
莱巴里勒的OSM定位图

莱巴里勒的时区为UTC+01:00、UTC+02:00（夏令时）。

## 行政
莱巴里勒的邮政编码为27130，INSEE市镇编码为27038。

## 政治
莱巴里勒所属的省级选区为阿夫尔河和伊通河畔韦尔讷伊县。

## 人口

1962-2008年间莱巴里勒人口变化图示

莱巴里勒于2022年1月1日时的人口数量为270人。